# Wilsonema otophorum
Wilsonema otophorum är en rundmaskart som först beskrevs av De Man 1880.  Wilsonema otophorum ingår i släktet Wilsonema och familjen Plectidae. Arten är reproducerande i Sverige. Inga underarter finns listade i Catalogue of Life.